# Jason Aldean
Jason Aldean, pseudonimo di Jason Aldine Williams (Macon, 28 febbraio 1977), è un cantautore statunitense.

## Biografia

### Esordi,Jason AldeaneRendless(1998 - 2007)
Nato in Georgia, si trasferisce ventunenne col padre a Nashville, Tennessee. Verso la fine degli anni '90 decide di assumere lo pseudonimo di Jason Aldean per portare avanti la sua carriera musicale. A cavallo fra la fine degli anni '90 e l'inizio degli anni 2000, Aldean entra in contatto con varie etichette, senza tuttavia mai ottenere un lancio vero e proprio nel mercato discografico. Nel 2005 per la Broken Bow Records, una etichetta discografica indipendente tramite la quale pubblica il suo singolo di debutto. Nel mesi successivi pubblica il suo album d'esordio Jason Aldean.
L'artista ottiene presto una forte rilevanza grazie al singolo Why, che raggiunge la vetta della classifica country statunitense; successivamente il singolo Amarillo Sky raggiunge la posizione 4 nella medesima classifica. Grazie ai risultati di tali singoli, l'album riesce a entrare nella Billboard 200 raggiungendo la posizione 38. L'album viene certificato platino dalla RIAA per aver venduto un milione di copie in USA. In seguito a questi risultati, l'artista vince il premio di "miglior nuovo cantante maschile" agli Academy of Country Music Awards 2006.
Insieme a Michael Knox registra il suo secondo disco, Relentless, che esce nel maggio 2007. I singoli Johnny Cash e Laughed Until We Cried diventano pezzi da classifica che scalano la Top Country Songs. L'album raggiunge la posizione 4 nella Billboard 200 e viene certificato platino dalla RIAA. Molti dei singoli estratti dall'album riportato l'artista nella top 10 della classifica country di Billboard, arrivando con il brano Laughed Until We Cried a quota 5 top 10 consecutive in tale classifica. Nel 2008, intraprende il suo primo tour, CMT ON TOUR: Relentless.

### Wide OpeneMy Kinda Party(2008 - 2012)
Nel dicembre 2008, pubblica il singolo She's Country, che anticipa l'album Wide Open, pubblicato nell'aprile 2009. Il singolo She's Country diventa il suo primo brano a posizionarsi nella top 40 della Billboard Hot 100 e la sua seconda numero 1 nella classifica country. Il successivo singolo (Big Green Tractor) è coscritto con David Lee Murphy e Jim Collins. Nei mesi successivi intraprende una serie di corcerti, esibendosi dal vivo con Bryan Adams nel giugno 2009, per poi pubblicare il suo primo album live Live Sessions. Nel 2010 intraprende una tournée da cui estrapola il DVD Wide Open Live & More, pubblicato nell'agosto dello stesso anno.
Il singolo My Kinda Party viene diffuso nell'agosto 2010 e anticipa l'album omonimo uscito nel novembre seguente. Al disco collabora Kelly Clarkson nel brano Don't You Wanna Stay; segue un tour di Alderan, al quale prende saltuariamente parte anche la Clarkson per alcune performance del duetto. Successivamente viene pubblicato il singolo Dirt Road Anthem in collaborazione con Colt Ford e Brantley Gilbert. L'artista si esibisce QUINDI in numerosi festival e vince due CMA Awards.
Sempre nel 2010 il suo disco My Kinda Party viene certificato quadruplo disco di platino dalla RIAA per aver venduto 4 milion di copie negli Stati Uniti. Nel 2012 riceve tre nomination ai Grammy Awards nelle categorie "Best Country Solo Performance", "Best Country Duo/Group Performance" e "Best Country Album".

### Night TrainandOld Boots, New Dirt, They Don't Know(2012 - 2017)
Nel luglio 2012, pubblica il brano Take a Little Ride, mentre nell'ottobre seguente è la volta del suo quinto album in studio, Night Train. Al secondo singolo estratto (The Only Way I Know) partecipano Luke Bryan ed Eric Church, mentre il terzo (1994) viene realizzato in tributo a Joe Diffie. Nel 2013, intraprende il Burn It Down Tour, dal quale viene estrapolato un DVD immesso nel medesimo anno nel mercato discografico. Nell'ottobre 2014 esce il successivo album Old Boots, New Dirt. L'album ottiene la certificazione platino in USA e produce un elevato numero di singoli di successo, fra cui Tonight Looks Good on You e Gonna Know We Were Here che raggiungono rispettivamente le posizioni 1 e 2 nella classifica country statunitense.
Nel luglio pubblica l'album They Don't Know, che raggiunge la vetta della Billboard 200, la seconda posizione della classifica album canadese e la quinta della classifica australiana. Nel corso del 2017, porta avanti il They Don't Know Tour. Il 1º ottobre 2017 rimane coinvolto in un attentato perpetrato a Las Vegas nel corso di un'esibizione tenuta durante il concerto-evento Route 91 Harvest. Nell'attentato persero la vita 58 persone. Dopo un periodo di pausa dovuto a tale tragico avvenimento, l'artista appare per la prima volta durante la trasmissione Saturday Night Live, dove tiene un discorso riguardante la vicenda e si esibisce in un tributo a Tom Petty, deceduto cinque giorni prima. In seguito a tali avvenimenti, Forbes lo inserisce nella sua classifica annuale delle celebrità più potenti al mondo, posizionandolo alla posizione 98.

### 9eMacon, Georgia(2019 - 2023)
Nel 2019, si esibisce durante la cerimonia annuale del Musicians Hall of Fame and Museum. Nel novembre successivo pubblica l'album 9, che raggiunge la seconda posizione della Billboard 200; il primo singolo We Back raggiunge la vetta della classifica country di Billboard. Segue il We Back Tour nei primi mesi del 2020. Nel luglio 2021, pubblica il singolo If I Didn't Love You in collaborazione con Carrie Underwood, al quale segue la pubblicazione Macon nei mesi successivi. Nell'aprile 2022 pubblica l'album Georgia, seconda parte del progetto iniziato con il disco dell'anno precedente; l'album nella sua interezza prende quindi il nome di Macon, Georgia.

### Undicesimo album in studio eTry That in a Small Town(2023 - presente)
Nel maggio 2023, Jason Aldean pubblica come primo singolo estratto dal suo prossimo undicesimo album in studio la canzone Try That in a Small Town. Il brano, inizialmente passato inosservato dagli ascoltatori, ottiene pesanti critiche a seguito del rilascio del video musicale di accompagnamento. Try That in a Small Town, il cui messaggio ruota principalmente attorno al tema del divario tra le realtà urbane e rurali, con un testo che dipinge la moderna vita nelle grandi città come un inferno di crimine e anarchia, ha suscitato clamore tra la critica e dagli ascoltatori in quanto ritenuto promotore di violenza, di razzismo e a favore dell'utilizzo delle armi. Immediate sono state le repliche dei critici musicali, tra cui Alexandra Willingham della CNN, Robert K. Oermann di MusicRow, Chris Willman della rivista Variety, così come il sindaco della città di Columbia, scenario principale del video musicale della canzone, Chaz Molder, e il rappresentante dello stato del Tennessee state Justin Jones, che hanno pesantemente condannato la violenza, il razzismo e l'estremismo delle armi veicolati dal brano.
Non sono mancate, invece, le personalità che si sono esposte a supporto del cantante, principalmente indirizzabili al panorama della musica country o alla fazione politica repubblicana, tra cui i cantanti country Parker McCollum e Cody Johnson, i candidati repubblicani alle presidenziali Vivek Ramaswamy e Nikki Haley o l'ex presidente degli Stati Uniti Donald Trump.
A seguito della pubblicazione del video musicale, avvenuta a metà luglio, la canzone ha ottenuto maggior popolarità per via delle sue pesanti critiche nei confronti dei temi trattati. Infatti, sulla base dei dati raccolti dalla Luminate Data, nella settimana della pubblicazione del video Try That in a Small Town ha visto un aumento del 27.000% sulle vendite e gli stream, chiudendo con 228.000 download e 11,6 milioni di streaming. La canzone ha, infatti, debuttato alla seconda posizione della Billboard Hot 100. Nella seconda settimana di permanenza in classifica, grazie a 30,7 milioni di streaming, 8,8 milioni di passaggi radiofonici e 175.000 downaload, Try That in a Small Town ha raggiunto la vetta della Billboard Hot 100 diventando la prima numero uno negli Stati Uniti della carriera del cantante. Inoltre, per la prima volta nella storia della Hot 100, l'intera top 3 è stata occupata da canzoni country, in quanto il secondo e il terzo posto del podio erano rispettivamente occupati da Last Night di Morgan Wallen e dalla cover di Fast Car di Luke Combs.

## Vita privata
Jason Aldean è stato sposato con Jessica Ann Ussery dal 2001 al 2013, hanno avuto due figlie, nel 2004 (Keeley) e nel 2008 (Kendyl) . Nel 2015 ha sposato la cantante Brittany Kerr, con la quale aveva avviato una relazione prima della fine del precedente matrimonio. I due hanno avuto due figli, rispettivamente nel 2017 (Memphis) e nel 2019 (Navy Rome).

## Posizioni politiche
Di simpatie repubblicane, nel 2025 ha presenziato alle celebrazioni per l'insediamento di Donald Trump alla Casa Bianca, eletto presidente degli USA per la seconda volta. 

## Premi
- 2005 - Academy of Country Music Awards - "Top New Male Vocalist"
- 2011 - 2 Country Music Association Awards - "Musical Event of the Year" e "Album of the Year"
- 2011 - Billboard Touring Awards - "Breakthrough"
- 2011 - 6 American Country Awards - "Artist of the Year", "Album of the Year", "Single of the Year: Male", "Single of the Year: Vocal Collaboration", "Touring Headline Act of the Year" e "Music Video: Group, Duo, or Collaboration"
- 2012 - 2 Academy of County Music Awards - "Vocal Event of the Year" e "Single Record of the Year"
- 2012 - 2 Billboard Music Awards - "Top Country Album" e "Top Country Song"
- 2012 - CMT Music Awards - "CMT Performance of the Year"
- 2012 - America Country Awards - "Touring Artist of the Year"
- 2013 - 2 Academy of Country Music Awards - "Male Vocalist of the Year" e "Vocal Event of the Year"
- 2013 - CMT Music Awards - "Collaborative Video of the Year"

## Discografia

### Album studio
- 2005 - Jason Aldean
- 2007 - Relentless
- 2009 - Wide Open
- 2010 - My Kinda Party
- 2012 - Night Train
- 2014 - Old Boots, New Dirt
- 2016 - They Don't Know
- 2018 - Rearview Town
- 2019 - 9
- 2021/2022 - Macon, Georgia

### Live
- 2009 - Live Sessions

## Videografia
- 2009 - Wide Open Live & More (DVD, Blu-ray)
- 2013 - Night Train to Georgia
- 2013 - Sweetwater (film)